# Brandweer Zonder Grenzen
Stichting Brandweer zonder Grenzen (BzG) is een particuliere niet-gouvernementele hulporganisatie in Tilburg die brandweerkorpsen in ontwikkelingslanden steunt met training, advies en materiaal.
De instructeurs, docenten en logistieke medewerkers die door Brandweer zonder Grenzen worden uitgezonden zijn vrijwilligers. Jaarlijks zendt BzG gemiddeld 3 instructeurs uit. Wanneer een project is afgelopen, draagt BzG de verantwoordelijkheid over aan lokale organisaties.
BzG wordt in 2007 opgericht door Thorsten Hackl, Alfred Hamers en Clemens Kamp. In samenwerking met de Vereniging van Nederlandse Gemeenten (de internationale hulporganisatie van de Nederlandse gemeenten) en de Stedenband Tilburg-Matagalpa (Nicaragua), hadden de oprichters van BzG drie jaar eerder, in 2004, een project uitgevoerd om het niveau van de brandweerzorg in de stad Matagalpa op een hoger niveau te krijgen. Dit gebeurde door materieel (een in Nederland afgeschreven blusvoertuig) te schenken en trainingen te verzorgen in zowel Tilburg als Matagalpa. Naast de oprichters van de stichting hebben ook andere brandweercollega's een bijdrage aan dit project gegeven. Bij het geven van de trainingen is er, zowel in Nicaragua als in Tilburg, samengewerkt met de Bomberos sin Fronteras (de Spaanse zustervereniging van BzG).

## Activiteiten
Een project van Brandweer zonder Grenzen kan bestaan uit een aantal van de volgende activiteiten:
- Basisbrandweerzorg trainingen en materieeldonatie
- Training op gebied van gevaarlijke stoffen
- Advisering op gebied van training van brandweerpersoneel
- Advisering op gebied van bouw en gebruik van brandweerkazernes

## Projecten
Brandweer zonder Grenzen is actief in de volgende plaatsen:
- Bisjkek en Kant, Kirgizië
- Filipijnen
- Puerto Barrios, Guatemala
- Novi Travnik, Bosnië en Herzegovina
- Kandi, Benin
- Colombo, Sri Lanka